# روني فالنتاين
روني فالنتاين (بالإنجليزية: Ronnie Valentine)‏ مواليد 27 نوفمبر 1957 في نورفولك، هو لاعب كرة سلة أمريكي سابق. بدأ مسيرته الاحترافية في سنة 1980. تم اختياره من قبل فريق دنفر ناغتس خلال الدرافت. حمل الرقم 42. يبلغ طوله 6 قدم 7 بوصة (2.0 م). اعتزل اللعب في 1987.

## روابط خارجية
- روني فالنتاين على موقع إن بي أي (الإنجليزية)
- روني فالنتاين على موقع سبورتس رفرنس (الإنجليزية)
- روني فالنتاين على موقع كلية كرة السلة في سبورتس رفرنس.كوم (الإنجليزية)
- روني فالنتاين على موقع ريلجم (الإنجليزية)
- روني فالنتاين على موقع بروبوليرز (الإنجليزية)